# Zsolt Lőw
Zsolt Lőw (Budapest, 29 aprile 1979) è un allenatore di calcio ed ex calciatore ungherese, di ruolo difensore.

## Carriera

### Allenatore

#### RB Lipsia
Il 30 marzo 2025 assume la guida tecnica del RB Lipsia, in sostituzione dell'esonerato Marco Rose.

## Statistiche

### Presenze e reti nei club
Statistiche aggiornate al termine della carriera.
| Stagione               | Squadra                | Campionato             | Campionato | Campionato | Coppe nazionali | Coppe nazionali | Coppe nazionali | Coppe continentali | Coppe continentali | Coppe continentali | Altre coppe | Altre coppe | Altre coppe | Totale | Totale |
| Stagione               | Squadra                | Comp                   | Pres       | Reti       | Comp            | Pres            | Reti            | Comp               | Pres               | Reti               | Comp        | Pres        | Reti        | Pres   | Reti   |
| ---------------------- | ---------------------- | ---------------------- | ---------- | ---------- | --------------- | --------------- | --------------- | ------------------ | ------------------ | ------------------ | ----------- | ----------- | ----------- | ------ | ------ |
| 1997-1998              | Újpest                 | NBI                    | 0          | 0          | CU              | 0               | 0               | CU                 | -                  | -                  | -           | -           | -           | 0      | 0      |
| 1998-1999              | Újpest                 | NBI                    | 2          | 0          | CU              | 0               | 0               | UCL+CU             | 0+1                | 0+0                | -           | -           | -           | 3      | 0      |
| 1999-2000              | Újpest                 | NBI                    | 31         | 0          | CU              | 0               | 0               | CU                 | 1                  | 0                  | -           | -           | -           | 32     | 0      |
| 2000-2001              | Újpest                 | NBI                    | 28         | 1          | CU              | -               | -               | -                  | -                  | -                  | -           | -           | -           | 28     | 1      |
| 2001-2002              | Újpest                 | NBI                    | 30         | 4          | CU              | 6               | 0               | -                  | -                  | -                  | -           | -           | -           | 36     | 4      |
| Totale Újpest          | Totale Újpest          | Totale Újpest          | 91         | 5          |                 | 6               | 0               |                    | 2                  | 0                  |             | -           | -           | 99     | 5      |
| 2002-2003              | Energie Cottbus        | BL                     | 31         | 0          | CG              | 2               | 0               | -                  | -                  | -                  | -           | -           | -           | 33     | 0      |
| 2003-2004              | Energie Cottbus        | ZL                     | 26         | 4          | CG              | 1               | 0               | -                  | -                  | -                  | -           | -           | -           | 27     | 4      |
| 2004-2005              | Energie Cottbus        | ZL                     | 22         | 1          | CG              | 2               | 0               | -                  | -                  | -                  | -           | -           | -           | 24     | 1      |
| Totale Energie Cottbus | Totale Energie Cottbus | Totale Energie Cottbus | 79         | 5          |                 | 5               | 0               |                    | -                  | -                  |             | -           | -           | 84     | 5      |
| 2005-2006              | Hansa Rostock          | ZL                     | 11         | 0          | CG              | 1               | 2               | -                  | -                  | -                  | -           | -           | -           | 12     | 2      |
| 2006-2007              | Hoffenheim             | RL                     | 11         | 0          | -               | -               | -               | -                  | -                  | -                  | -           | -           | -           | 11     | 0      |
| 2007-2008              | Hoffenheim             | ZL                     | 27         | 0          | CG              | 4               | 0               | -                  | -                  | -                  | -           | -           | -           | 31     | 0      |
| 2008-2009              | Hoffenheim             | BL                     | 1          | 0          | CG              | 0               | 0               | -                  | -                  | -                  | -           | -           | -           | 1      | 0      |
| Totale Hoffenheim      | Totale Hoffenheim      | Totale Hoffenheim      | 39         | 0          |                 | 4               | 0               |                    | -                  | -                  |             | -           | -           | 43     | 0      |
| 2008-2009              | Magonza                | ZL                     | 14         | 0          | CG              | 1               | 0               | -                  | -                  | -                  | -           | -           | -           | 15     | 0      |
| 2009-2010              | Magonza                | BL                     | 15         | 0          | CG              | 1               | 0               | -                  | -                  | -                  | -           | -           | -           | 16     | 0      |
| 2010-2011              | Magonza                | BL                     | 0          | 0          | CG              | -               | -               | -                  | -                  | -                  | -           | -           | -           | 0      | 0      |
| Totale Magonza         | Totale Magonza         | Totale Magonza         | 29         | 0          |                 | 2               | 0               |                    | -                  | -                  |             | -           | -           | 31     | 0      |
| 2010-2011              | Magonza II             | RL                     | 4          | 0          | -               | -               | -               | -                  | -                  | -                  | -           | -           | -           | 4      | 0      |
| Totale carriera        | Totale carriera        | Totale carriera        | 253        | 10         |                 | 18              | 2               |                    | 2                  | 0                  |             | -           | -           | 273    | 12     |

### Cronologia presenze in nazionale
| Cronologia completa delle presenze e delle reti in nazionale ― Ungheria | Cronologia completa delle presenze e delle reti in nazionale ― Ungheria | Cronologia completa delle presenze e delle reti in nazionale ― Ungheria | Cronologia completa delle presenze e delle reti in nazionale ― Ungheria | Cronologia completa delle presenze e delle reti in nazionale ― Ungheria | Cronologia completa delle presenze e delle reti in nazionale ― Ungheria | Cronologia completa delle presenze e delle reti in nazionale ― Ungheria | Cronologia completa delle presenze e delle reti in nazionale ― Ungheria |
| Data                                                                    | Città                                                                   | In casa                                                                 | Risultato                                                               | Ospiti                                                                  | Competizione                                                            | Reti                                                                    | Note                                                                    |
| ----------------------------------------------------------------------- | ----------------------------------------------------------------------- | ----------------------------------------------------------------------- | ----------------------------------------------------------------------- | ----------------------------------------------------------------------- | ----------------------------------------------------------------------- | ----------------------------------------------------------------------- | ----------------------------------------------------------------------- |
| 8-5-2002                                                                | Pécs                                                                    | Ungheria                                                                | 0 – 2                                                                   | Croazia                                                                 | Amichevole                                                              | -                                                                       |                                                                         |
| 21-8-2002                                                               | Budapest                                                                | Ungheria                                                                | 1 – 1                                                                   | Spagna                                                                  | Amichevole                                                              | -                                                                       | 78’                                                                     |
| 7-9-2002                                                                | Reykjavík                                                               | Islanda                                                                 | 0 – 2                                                                   | Ungheria                                                                | Amichevole                                                              | 1                                                                       | 85’                                                                     |
| 12-10-2002                                                              | Stoccolma                                                               | Svezia                                                                  | 1 – 1                                                                   | Ungheria                                                                | Qual. Euro 2004                                                         | -                                                                       |                                                                         |
| 16-10-2002                                                              | Budapest                                                                | Ungheria                                                                | 3 – 0                                                                   | San Marino                                                              | Qual. Euro 2004                                                         | -                                                                       |                                                                         |
| 12-2-2003                                                               | Larnaca                                                                 | Bulgaria                                                                | 1 – 0                                                                   | Ungheria                                                                | Amichevole                                                              | -                                                                       |                                                                         |
| 29-3-2003                                                               | Chorzów                                                                 | Polonia                                                                 | 0 – 0                                                                   | Ungheria                                                                | Qual. Euro 2004                                                         | -                                                                       |                                                                         |
| 2-4-2003                                                                | Budapest                                                                | Ungheria                                                                | 1 – 2                                                                   | Svezia                                                                  | Qual. Euro 2004                                                         | -                                                                       |                                                                         |
| 30-4-2003                                                               | Budapest                                                                | Ungheria                                                                | 5 – 1                                                                   | Lussemburgo                                                             | Amichevole                                                              | -                                                                       | 58’                                                                     |
| 7-6-2003                                                                | Budapest                                                                | Ungheria                                                                | 3 – 1                                                                   | Lettonia                                                                | Qual. Euro 2004                                                         | -                                                                       |                                                                         |
| 11-6-2003                                                               | Serravalle                                                              | San Marino                                                              | 0 – 5                                                                   | Ungheria                                                                | Qual. Euro 2004                                                         | -                                                                       |                                                                         |
| 20-8-2003                                                               | Lubiana                                                                 | Slovenia                                                                | 2 – 1                                                                   | Ungheria                                                                | Amichevole                                                              | -                                                                       | 79’                                                                     |
| 10-9-2003                                                               | Riga                                                                    | Lettonia                                                                | 3 – 1                                                                   | Ungheria                                                                | Qual. Euro 2004                                                         | -                                                                       | 46’                                                                     |
| 18-2-2004                                                               | Pafo                                                                    | Ungheria                                                                | 2 – 0                                                                   | Armenia                                                                 | Amichevole                                                              | -                                                                       |                                                                         |
| 21-2-2004                                                               | Nicosia                                                                 | Romania                                                                 | 3 – 0                                                                   | Ungheria                                                                | Amichevole                                                              | -                                                                       | 80’                                                                     |
| 31-3-2004                                                               | Budapest                                                                | Ungheria                                                                | 1 – 2                                                                   | Galles                                                                  | Amichevole                                                              | -                                                                       | 89’                                                                     |
| 4-9-2004                                                                | Zagabria                                                                | Croazia                                                                 | 3 – 0                                                                   | Ungheria                                                                | Qual. Mondiali 2006                                                     | -                                                                       | 18’                                                                     |
| 8-9-2004                                                                | Budapest                                                                | Ungheria                                                                | 3 – 2                                                                   | Islanda                                                                 | Qual. Mondiali 2006                                                     | -                                                                       | 90+2’                                                                   |
| 24-5-2006                                                               | Budapest                                                                | Ungheria                                                                | 2 – 0                                                                   | Nuova Zelanda                                                           | Amichevole                                                              | -                                                                       |                                                                         |
| 16-8-2006                                                               | Graz                                                                    | Austria                                                                 | 1 – 2                                                                   | Ungheria                                                                | Amichevole                                                              | -                                                                       | 61’                                                                     |
| 2-9-2006                                                                | Budapest                                                                | Ungheria                                                                | 1 – 4                                                                   | Norvegia                                                                | Qual. Euro 2008                                                         | -                                                                       |                                                                         |
| 6-9-2006                                                                | Zenica                                                                  | Bosnia ed Erzegovina                                                    | 1 – 3                                                                   | Ungheria                                                                | Qual. Euro 2008                                                         | -                                                                       | 65’                                                                     |
| 26-2-2008                                                               | Limisso                                                                 | Slovacchia                                                              | 1 – 1                                                                   | Ungheria                                                                | Amichevole                                                              | -                                                                       |                                                                         |
| 24-5-2008                                                               | Budapest                                                                | Ungheria                                                                | 3 – 2                                                                   | Grecia                                                                  | Amichevole                                                              | -                                                                       |                                                                         |
| 20-8-2008                                                               | Budapest                                                                | Ungheria                                                                | 3 – 3                                                                   | Montenegro                                                              | Amichevole                                                              | -                                                                       | 80’                                                                     |
| Totale                                                                  |                                                                         | Presenze                                                                | 25                                                                      |                                                                         | Reti                                                                    | 1                                                                       |                                                                         |

| Cronologia completa delle presenze e delle reti in nazionale ― Ungheria under 21 | Cronologia completa delle presenze e delle reti in nazionale ― Ungheria under 21 | Cronologia completa delle presenze e delle reti in nazionale ― Ungheria under 21 | Cronologia completa delle presenze e delle reti in nazionale ― Ungheria under 21 | Cronologia completa delle presenze e delle reti in nazionale ― Ungheria under 21 | Cronologia completa delle presenze e delle reti in nazionale ― Ungheria under 21 | Cronologia completa delle presenze e delle reti in nazionale ― Ungheria under 21 | Cronologia completa delle presenze e delle reti in nazionale ― Ungheria under 21 |
| Data                                                                             | Città                                                                            | In casa                                                                          | Risultato                                                                        | Ospiti                                                                           | Competizione                                                                     | Reti                                                                             | Note                                                                             |
| -------------------------------------------------------------------------------- | -------------------------------------------------------------------------------- | -------------------------------------------------------------------------------- | -------------------------------------------------------------------------------- | -------------------------------------------------------------------------------- | -------------------------------------------------------------------------------- | -------------------------------------------------------------------------------- | -------------------------------------------------------------------------------- |
| 7-9-1999                                                                         | Budapest                                                                         | Ungheria under 21                                                                | 4 – 1                                                                            | Azerbaigian under 21                                                             | Qual. Europeo Under-21 2000                                                      | -                                                                                | 27’                                                                              |
| 29-3-2000                                                                        | Budapest                                                                         | Ungheria under 21                                                                | 0 – 2                                                                            | Polonia under 21                                                                 | Amichevole                                                                       | -                                                                                | 77’                                                                              |
| 2-6-2000                                                                         | Budapest                                                                         | Ungheria under 21                                                                | 2 – 1                                                                            | Israele under 21                                                                 | Amichevole                                                                       | -                                                                                |                                                                                  |
| 15-8-2000                                                                        | Mattersburg                                                                      | Austria under 21                                                                 | 1 – 3                                                                            | Ungheria under 21                                                                | Amichevole                                                                       | -                                                                                |                                                                                  |
| 2-9-2000                                                                         | Budapest                                                                         | Ungheria under 21                                                                | 0 – 3                                                                            | Italia under 21                                                                  | Qual. Europeo Under-21 2002                                                      | -                                                                                |                                                                                  |
| 15-11-2000                                                                       | Skopje                                                                           | Macedonia del Nord under 21                                                      | 1 – 3                                                                            | Ungheria under 21                                                                | Amichevole                                                                       | 1                                                                                | 46’                                                                              |
| 6-3-2001                                                                         | Budapest                                                                         | Ungheria under 21                                                                | 3 – 2                                                                            | Turchia under 21                                                                 | Amichevole                                                                       | -                                                                                |                                                                                  |
| 23-3-2001                                                                        | Kecskemét                                                                        | Ungheria under 21                                                                | 4 – 1                                                                            | Lituania under 21                                                                | Qual. Europeo Under-21 2002                                                      | -                                                                                |                                                                                  |
| 14-8-2001                                                                        | Szombathely                                                                      | Ungheria under 21                                                                | 2 – 2                                                                            | Croazia under 21                                                                 | Amichevole                                                                       | -                                                                                |                                                                                  |
| 31-8-2001                                                                        | Tbilisi                                                                          | Georgia under 21                                                                 | 0 – 2                                                                            | Ungheria under 21                                                                | Qual. Europeo Under-21 2002                                                      | -                                                                                |                                                                                  |
| 4-9-2001                                                                         | Kecskemét                                                                        | Ungheria under 21                                                                | 1 – 3                                                                            | Romania under 21                                                                 | Qual. Europeo Under-21 2002                                                      | -                                                                                |                                                                                  |
| 5-10-2001                                                                        | Mantova                                                                          | Italia under 21                                                                  | 0 – 2                                                                            | Ungheria under 21                                                                | Qual. Europeo Under-21 2002                                                      | -                                                                                |                                                                                  |
| 14-11-2001                                                                       | Budapest                                                                         | Ungheria under 21                                                                | 5 – 1                                                                            | Macedonia del Nord under 21                                                      | Amichevole                                                                       | -                                                                                | 83’                                                                              |
| Totale                                                                           |                                                                                  | Presenze                                                                         | 13                                                                               |                                                                                  | Reti                                                                             | 1                                                                                |                                                                                  |

### Statistiche da allenatore
Statistiche aggiornate al 30 marzo 2025. In grassetto le competizioni vinte.
| Stagione        | Squadra         | Campionato      | Campionato | Campionato | Campionato | Campionato | Coppe nazionali | Coppe nazionali | Coppe nazionali | Coppe nazionali | Coppe nazionali | Coppe continentali | Coppe continentali | Coppe continentali | Coppe continentali | Coppe continentali | Altre coppe | Altre coppe | Altre coppe | Altre coppe | Altre coppe | Totale | Totale | Totale | Totale | % Vittorie | Piazzamento |
| Stagione        | Squadra         | Comp            | G          | V          | N          | P          | Comp            | G               | V               | N               | P               | Comp               | G                  | V                  | N                  | P                  | Comp        | G           | V           | N           | P           | G      | V      | N      | P      | %          | Piazzamento |
| --------------- | --------------- | --------------- | ---------- | ---------- | ---------- | ---------- | --------------- | --------------- | --------------- | --------------- | --------------- | ------------------ | ------------------ | ------------------ | ------------------ | ------------------ | ----------- | ----------- | ----------- | ----------- | ----------- | ------ | ------ | ------ | ------ | ---------- | ----------- |
| mar.-giu. 2025  | RB Lipsia       | BL              | 7          | 2          | 3          | 2          | CG              | 1               | 0               | 0               | 1               | UCL                | -                  | -                  | -                  | -                  | -           | -           | -           | -           | -           | 8      | 2      | 2      | 3      | 25,00      | Sub. 7º     |
| Totale carriera | Totale carriera | Totale carriera | 7          | 2          | 3          | 2          |                 | 1               | 0               | 0               | 1               |                    | -                  | -                  | -                  | -                  |             | -           | -           | -           | -           | 8      | 2      | 3      | 3      | 25,00      |             |

## Palmarès

### Giocatore

#### Competizioni nazionali
- Campionato ungherese: 1

Újpest: 1997-1998
- Coppa d'Ungheria: 1

Újpest: 2001-2002